# Le Bouffon don Diego de Acedo, le Cousin
Portrait d'un nain tenant un livre sur ses genoux, également nommé don Diego de Acedo et surnommé El Primo (le Cousin), est un tableau de Diego Vélasquez conservé à Madrid, au musée du Prado.

## Historique
Le portrait apparaît dans l'inventaire de la Tour de la Parada de 1701 dans le vestibule de l'entrée, avec trois autres « portraits de différents Sujets et nains », de desquels semblent être Ésope et Ménippe – bien que le même inventaire les cite dans une autre salle – et le troisième est celui du nain nommé Francisco Lezcano. Les quatre tableaux furent déplacés en 1714 au Palais du Pardo, ce qui fut l'occasion de réaliser une nouvelle description des deux portraits de nains. Celle-ci permet aujourd'hui d'identifier les toiles du musée du Prado : l'une est décrite comme un portrait de « bouffon habillé en philosophe étudiant » et l'autre est un bouffon avec un jeu de cartes à la main. Après avoir intégré le Palais Royal, avant 1772, la toile fut inventoriée sous le numéro 932 dont elle porte encore la marque rouge dans l'angle inférieur gauche, avant d'être décrite en 1814, toujours dans le même palais, comme « portrait d'un philosophe avec un livre à la main ».
En 1819, le tableau intégra le musée du Prado où Pedro de Madrazo  en 1872 l'identifia pour la première fois comme un portrait de Diego de Acedo, surnommé « le Cousin ». Il émit l'hypothèse qu'il s'agissait d'une toile que Vélasquez peignit à Fraga et qui fut remise à Madrid en juin 1644 au roi Philippe IV, d'après une note de frais dans laquelle il est fait référence à une caisse de bois que le roi fit faire pour envoyer « le portrait du Cousin qu'avait fait Vélasquez ». La raison de ce titre, que jamais la toile n'avait porté, est liée aux livres qui accompagnent le portrait ; « le Cousin » était secrétaire de la cour plus que bouffon.  López-Rey estime que rien ne s'oppose à cette interprétation, en considérant que le portrait – daté de 1645 par son style – doit être mis en relation avec un autre portrait, aujourd'hui disparu, d'Alonso Sánchez Coello, inventorié en 1637 dans le vieil alcazar de Madrid, où il était dit que c'était le portrait de Sancho Morata, célèbre bouffon de Philippe II, peint avec des lunettes, assis par terre et lisant un livre au milieu d'un paysage montagneux avec des livres à ses pieds.
Jonathan Brown observe cependant que le portrait du « Cousin » peint à Fraga serait plus probablement celui inventorié sous ce nom à la mort de Charles II dans l’Alcazar et détruit dans l’incendie de 1734 ; alors que cette toile serait celle peinte vers 1636, alors que le peintre travaillait sur plusieurs œuvres destinées à la tour de la Parada.  C'est une huile sur toile mesurant 106,5 cm par 81,5 cm.

## Contexte
Si assez peu d’Espagnoles accédaient à l’atelier de Vélasquez, il en allait différemment des nains et des bouffons de la cour. Ces êtres difformes et souffrant souvent d’un handicap mental arrivent à susciter une grande sympathie, voire une certaine compassion sous le pinceau de l'artiste, lequel les traite avec douceur et gentillesse en faisant ressortir de façon saisissante leur profonde humanité. C’est particulièrement vrai du Portrait d’un nain tenant un volume sur ses genoux : l’intelligence des traits du personnage, de même que l’énorme livre et la bouteille d’encre à ses côtés montrent à quel point l’homme est plus sage et cultivé que la plupart des galants de la cour, contrairement à ce que laisseraient supposer les apparences. Pendant longtemps, cependant, les commentateurs n’ont vu dans ce tableau qu’une plaisanterie de Vélasquez. Le peintre, pensaient-ils, se serait simplement amusé à représenter un nain « déguisé en philosophe en train d’étudier », sans que cela corresponde à l’intelligence réelle du modèle. Ce n’est qu’en 1872 que fut émise l’hypothèse selon laquelle l’homme en question pourrait être don Diego de Acedo.
Le nom de Don Diego de Acedo, coureur de jupon réputé, paraît dans les documents administratif du palais, à propos de salaires, dès 1635 jusqu'à sa mort en 1660, d'après la documentation de  José Moreno Villa. Ce n'était pas réellement un bouffon mais un fonctionnaire du palais chargé d'estampiller les documents royaux avec la signature du monarque. C'était cette fonction prestigieuse qu'il occupait lorsqu'en 1642, alors que le cortège royal passait par Molina de Aragón, il fut blessé par un tir qui visait probablement le comte-duc d'Olivares à qui il donnait de l'air avec un éventail.
À propos du surnom « le Cousin », on a pensé un temps que ce pouvait être celui du peintre lui-même, Diego Vélasquez. On a supposé que ledit « Cousin » était le frère d'une certaine Lorenza Acedo y Velázquez, supposée cousine du peintre ou bien du valet de chambre Nieto Vélazquez. Julián Gállego suppose qu'il pouvait s'agir d'insinuations sarcastiques contre le peintre, à cause de ses désirs de noblesse.  Javier Portús suppose qu'il pourrait s'agir de la façon dont le roi s'adressait aux Grands. Cette appellation serait alors une moquerie envers le nain ; de fait, celui-ci paraît sur le portrait avec la tête couverte, privilège de la noblesse.

## Description
Le paysage de la sierra de Guadarrama peint en fond – et qui n'a rien à voir avec un paysage de Fraga – ressemble à celui du portrait  Francisco Lezcano ainsi qu'aux portraits de la famille royale en chasseurs (Le Prince Baltasar Carlos chasseur, Philippe IV chasseur) peint également pour la tour de la Parada, ce qui donne une date d'exécution entre 1636 et 1638. Le point de vue bas serait lié à la destination du tableau comme dessus de porte.
Les radiographies montrent de légères retouches, et d'après  López-Rey, des repentirs. Le plus significatif d'entre eux serait le grand chapeau qui aurait été ajouté, hypothèse qu'écarte Carmen Garrido pour qui le tableau a été peint en une seule fois, en même temps que les autres toiles destinées à la tour de la Parada.
La gamme sobre des noirs, blancs et gris argentés entoure le personnage d'une atmosphère froide, n'est pas tempérée par des pigments bleus d'azurite ou de lapis-lazuli, bien que le décor s'ouvre sur  un paysage. Celui-ci est visiblement inachevé et le peintre y a plusieurs fois essuyé ses pinceaux. Le contraste entre la petite silhouette du personnage endeuillé et le blanc du papier du gros volume in-folio – peut-être décorées par des estampes – et dont les lourdes pages peuvent à peine être manipulées par les petites mains potelées du nain accentue cet air un peu triste qui semble envelopper le génie avec sa lourde charge de savoir.

## Postérité
Dans sa série de gravures d'après Vélasquez, Francisco de Goya a effectué une copie du Bouffon don Diego de Acedo, le Cousin, laquelle est intitulée Un nain du roi Philippe IV, El Primo (1778, eau-forte).
En 2003, Le Bouffon don Diego de Acedo, le Cousin, est l'objet d'une appropriation de la part du peintre péruvien Herman Braun-Vega dans le tableau La realidad es asi n°2 (Vélasquez). Dans ce tableau il devient une figure allégorique représentant les dirigeants du Pérou qui "se prennent tous pour des Espagnols même s'ils sont métis".